# Shota Phartenadze
Shota Phartenadze (en georgiano: შოთა ფართენაძე, Keda, 28 de noviembre de 1994) es un deportista georgiano que compite en lucha libre.
Ganó una medalla de bronce en el Campeonato Mundial de Lucha de 2023 y una medalla de bronce en el Campeonato Europeo de Lucha de 2023, ambas en la categoría de 61 kg.

## Palmarés internacional
| Campeonato Mundial | Campeonato Mundial | Campeonato Mundial | Campeonato Mundial |
| Año                | Lugar              | Medalla            | Categoría          |
| ------------------ | ------------------ | ------------------ | ------------------ |
| 2023               | Belgrado (Serbia)  | Medalla de bronce  | 61 kg              |
| Campeonato Europeo |                    |                    |                    |
| Año                | Lugar              | Medalla            | Categoría          |
| 2023               | Zagreb (Croacia)   | Medalla de bronce  | 61 kg              |